# Густав Бьорінгер
Густав Бьорінгер (нім. Gustav Boehringer; 7 липня 1892, Страсбург,Німецька імперія — 20 лютого 1945 ,Констанца, Румунське королівство) — німецький воєначальник, генерал-лейтенант. Командувач інженерними частинами вермахту. Кавалер Лицарського хреста Хреста Воєнних заслуг з мечами.

## Біографія
Учасник Першої світової війни.
1 вересня 1934 року поступив у 5-й інженерний батальйон.
З 1 жовтні 1934 року — командир інженерного батальйону в Ульмі.
З 15 жовтня 1935 року — командир 45-го інженерного батальйону.
З 21 серпня 1936 року служив у рейхсміністерстві, з 6 жовтня 1936 року — начальник відділу інженерних частин і укріплень в рейхсміністерстві оборони, з 4 лютого 1938 року — на аналогічній посаді в ОКВ.
З 12 листопада 1940 року — начальник штабу 700-го інженерного полку.
З 28 липня 1941 року — командувач інженерними частинами 11-ї армії.
З 20 серпня 1942 року — командувач інженерними частинами групи армій А.
З 23 травня 1943 року — командувач інженерними частинами групи армій Південь.
З 30 березня 1944 року — командувач інженерними частинами групи армій Північна Україна.
Помер у міста Констанца, Румунське королівство.

## Звання
- Оберст-лейтенант (підполковник) (1 липня 1935)
- Оберст (полковник) (1 січня 1938)
- Генерал-майор (1 лютого 1942)
- Генерал-лейтенант (1 січня 1944)

## Нагороди

### Перша світова війна
- Залізний хрест 2-го і 1-го класу

### Міжвоєнний період
- Почесний хрест ветерана війни з мечами
- Медаль «За вислугу років у Вермахті» 4-го, 3-го, 2-го і 1-го класу (25 років)
- Медаль «У пам'ять 1 жовтня 1938» із застібкою із зображенням Празького граду

### Друга світова війна
- Хрест Воєнних заслуг 2-го і 1-го класу з мечами
- Застібка до Залізного хреста 2-го і 1-го класу
- Медаль «За зимову кампанію на Сході 1941/42»
- Кримський щит
- Німецький хрест в сріблі (30 вересня 1942)
- Лицарський хрест Хреста Воєнних заслуг з мечами (10 вересня 1944)
- Орден «За хоробрість» (Болгарія) 3-го ступеня, 1-й клас
- Орден «За військові заслуги» (Болгарія) 5-го ступеня
- Командор ордена Зірки Румунії з мечами
- Великий офіцер ордена Корони Румунії з мечами